# Фебе Бейкон
Фебе Бейкон (англ. Phoebe Bacon, 12 серпня 2002) — американська плавчиня.
Учасниця Олімпійських Ігор 2020 року.
Переможниця Пантихоокеанського чемпіонату з плавання 2018 року.
Переможниця Панамериканських ігор 2019 року.